# Phoenix Goodman
Phoenix Goodman, född 11 november 2005, är en brittisk taekwondoutövare. 

## Karriär
I maj 2024 tog Goodman brons i 46 kg-klassen vid EM i Belgrad.